# كارلوس إيتوري
كارلوس إيتوري (1919 – 23 أغسطس 1999) هو مبارز بالسيف بيروفي راحل، مثّل بلاده في الألعاب الأولمبية الصيفية 1948.

## روابط خارجية
كارلوس إيتوري على موقع أوليمبيديا (الإنجليزية)